# تياغو موريرا
تياغو موريرا هو لاعب كرة قدم برتغالي في مركز الدفاع، ولد في 27 أبريل 1988 في فيلجويراس في البرتغال. لعب مع Padroense F.C. ‏.

## وصلات خارجية
- تياغو موريرا على موقع قاعدة بيانات كرة القدم.إي يو (الإنجليزية)
- تياغو موريرا على موقع Soccerway.com (الإنجليزية)